# 广津桥
广津桥（韩语：／ Gwangjin Gyo）是一条横跨汉江的桥梁，位于韩国首爾。桥梁两端连接江东区和广津区，全长1028米，于1936年通车。由于交通十分繁忙，所以政府兴建了千户大桥以舒缓交通挤塞。现有大桥于2004年重建而成。